# Coniopteryx (Coniopteryx) exigua
Coniopteryx (Coniopteryx) exigua is een insect uit de familie van de dwerggaasvliegen (Coniopterygidae), die tot de orde netvleugeligen (Neuroptera) behoort. 
Coniopteryx (Coniopteryx) exigua is voor het eerst wetenschappelijk beschreven door Withycombe in 1925.